# تروپر (پنسیلوانیا)
تروپر (به انگلیسی: Trooper) یک منطقهٔ مسکونی در ایالات متحده آمریکا است که در پنسیلوانیا واقع شده‌است. تروپر ۵٬۷۴۴ نفر جمعیت دارد.